# Jana Nováčková
Jana Nováčková (* 26. srpna 1949, Bratislava) je česká psycholožka. Ve své práci se zabývá výchovou dětí, je spoluautorkou knihy Respektovat a být respektován. Věnuje se také výzkumu vzdělávání a možnostem transformace tradiční školní výuky.

## Názory na školství
Klasická školní výuka podle Jany Nováčkové:
- nerespektuje základní biologické předpoklady dětí pro učení
- málo objasňuje smysl učení
- využívá škodlivý systém odměn a trestů, kterými děti korumpuje nebo zastrašuje
- vnitřní motivaci k učení tak nahrazuje vnější
- vede k závislosti na autoritách, a vychovává tak nesvobodné lidi

Naopak školu, která učení dětí podporuje, charakterizuje:
- bezpečná atmosféra, dobré vztahy
- propojování učiva s reálným životem
- větší vliv dětí na obsah vyučování i pravidla
- podpora vnitřní motivace, sebehodnocení dětí
- vzájemný respekt mezi učiteli a dětmi[1]

## Ocenění
- uvedena do Auly slávy organizace EDUin za inovace ve vzdělávání (2014)[2]